# Sputnik 8A91-0
Sputnik 8A91-0 − zerowy stopnień (dopalacz stopnia głównego Sputnik 8A91-1) radzieckich rakiet nośnych Sputnik 8A91, gdzie montowany był po 4 sztuki, wokół członu pierwszego.
Pierwszy lot z udziałem dopalaczy tego typu zakończył się eksplozją rakiety nośnej w 88. sekundzie lotu. Przypuszczalnym powodem były drgania w jednym z członów Sputnik 8A91-0.